# 五丈原镇
五丈原镇是中国陕西省宝鸡市岐山县下辖的一个镇。

## 行政区划
五丈原镇下辖以下行政区：
五丈原镇社区、南星村、北星村、西星村、同星村、红星村、温星村、五星村、五丈原村